# Ernst Gettke

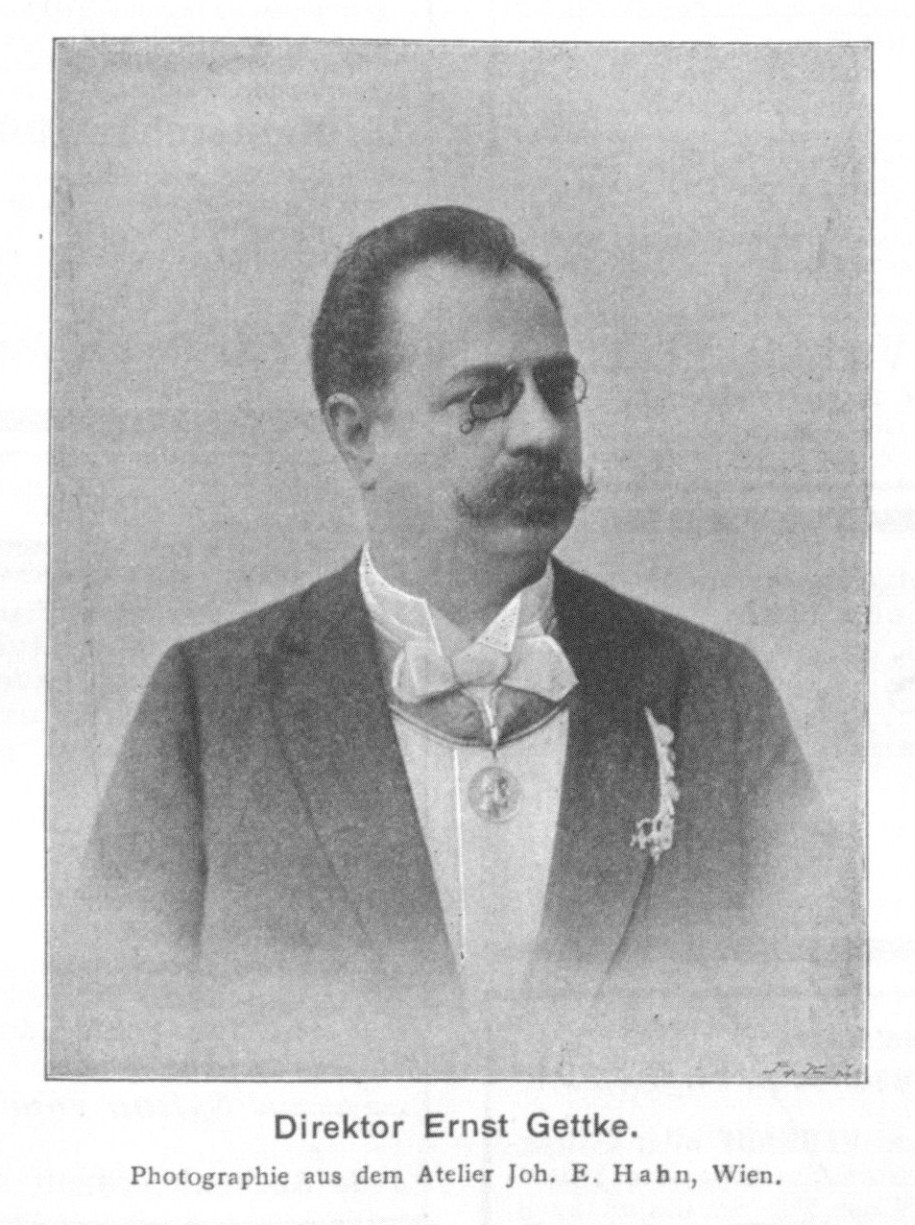
Ernst Gettke im Jahre 1902

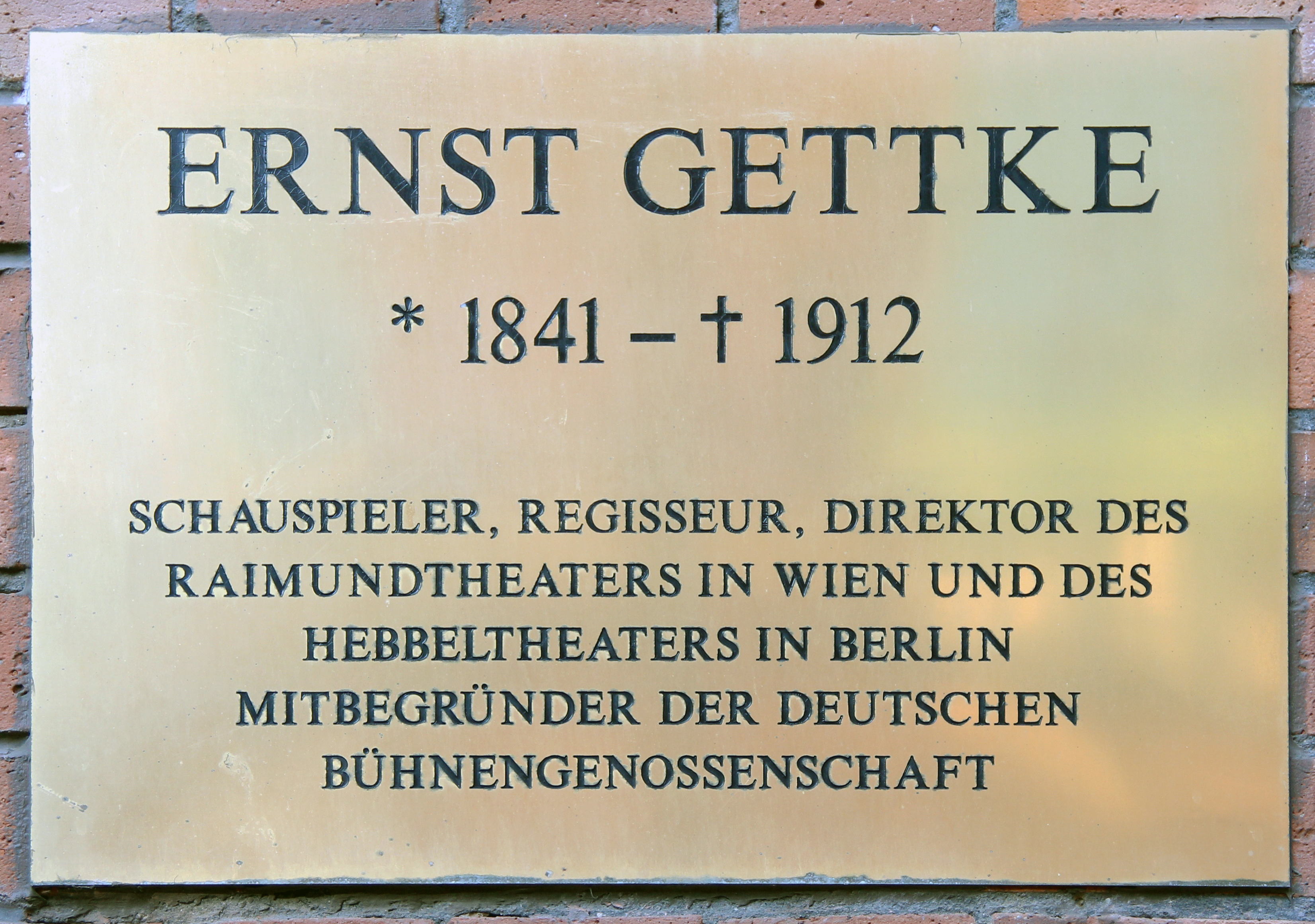
Gedenktafel am Haus, Möckernstraße 68, in Berlin-Kreuzberg

Ernst Gettke (* 10. Oktober 1841 in Berlin; † 4. Dezember 1912 ebenda) war ein deutscher Schauspieler und Theaterdirektor.

## Leben
Ernst Gettke sollte auf Wunsch seiner Eltern Pastor werden. Er besuchte die Katholische St.-Hedwigsschule seiner Heimatstadt, verließ diese aber 1855 ohne Abschluss und begann eine kaufmännische Ausbildung. Parallel dazu begann er, zusammen mit Freunden, Theater zu spielen und konnte am 12. April 1859 beim Theaterverein Flora erfolgreich als „Julius“ debütieren.
Durch diesen Erfolg wurde Eduard Meysel auf Gettke aufmerksam und engagierte ihn für sein Sommer-Theater. Von dort aus ging Gettke Ende desselben Jahres ans Stadttheater von Quedlinburg. Später wechselte er nach Kyritz und war bis Herbst 1865 an vielen preußischen Provinzbühnen zu sehen.
Für die Saison 1865/66 kam Gettke in Danzig unter Vertrag und wechselte dann bis 1867 an das Stadttheater Bremen. Die nächste Station war das königliche Hoftheater Kassel. Ab 1867 fungierte er immer wieder auch als Regisseur. 1882 nahm er einen Ruf als Oberregisseur an das Neue Theater in Leipzig an.
Im Juni 1871 traf sich Gettke in Leipzig mit seinen Kollegen Ludwig Barnay und Franz Krückl (Krückel) und gründete mit diesen die Genossenschaft Deutscher Bühnen-Angehöriger. Bis 1877 fungierte dort auch als Vizepräsident.
1888 übernahm Gettke die Direktion des Stadttheaters am Brausenwerth in Elberfeld (heute ein Stadtteil von Wuppertal) und eröffnete  die Saison am 6. September unter anderem mit Goethes Iphigenie auf Tauris. Zwischen 1893 und 1907 übertrug man ihm die Leitung des Raimundtheaters in Wien und er startete mit einer vielbeachteten Inszenierung von Ferdinand Raimunds Stück Die gefesselte Phantasie.

## Rollen (Auswahl)
- Julius – Der arme Poet (August von Kotzebue)
- Kurmärker – Kurmärker und Pikarde (Louis Schneider)
- Passepartout – Die Reise um die Erde in 80 Tagen (Adolf d’Ennery und Jules Verne)
- Grignon – Nanon (Richard Genée)
- Moritz Spiegelberg – Die Räuber (Friedrich Schiller)

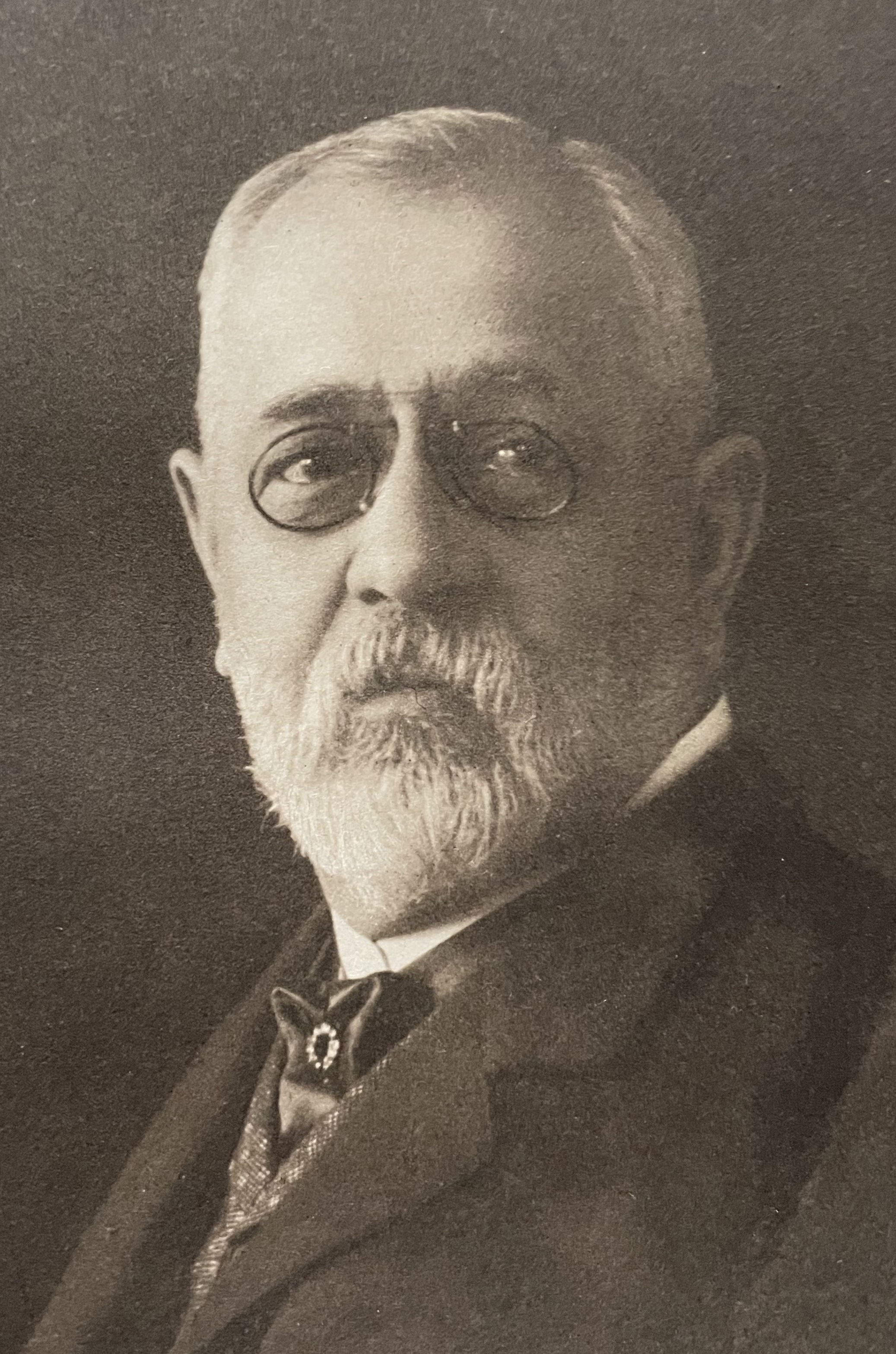
Ernst Gettke

- Ernst GettkeAndreas von Bleichenwang – Was ihr wollt (William Shakespeare)
- Bellmaus – Die Journalisten (Gustav Freytag)
- Didier – Marion de Lorme (Victor Hugo)

## Werke (Auswahl)
Autor
- Goldregen. Lustspiel.
- Hokus Pokus. Schwank.
- Im Fegefeuer. Lustspiel (zusammen mit A. Engel).
- Coulissenzauber. Lustspiel. (zusammen mit A. Engel).

Herausgeber
- Deutsches Theater-Lexikon (zusammen mit Adolf Oppenheim).
- Almanach der Genossenschaft deutscher Bühnen-Angehöriger. 1873–1888.